# No Other Woman
No Other Woman ist ein Melodrama mit Irene Dunne und Charles Bickford aus dem Jahr 1933.

## Handlung
Jim Stanley ist Bergarbeiter. Seine Ehefrau Anna betreibt nebenbei eine Pension, um das Einkommen der Familie zu verbessern. Dank einer Erfindung von Joe Zarcovia, Logiergast bei den Stanleys, kommt die Familie zu Wohlstand. Nach einigen glücklichen Jahren verfällt Jim der zwielichtigen Margot Van Dearing. Jim verlangt von Anna die Scheidung, die sich jedoch weigert, ihre Zustimmung zu geben. Margot drängt Jim, Anna unter allen Umständen loszuwerden. Es kommt zu einer Scheidungsklage, in der Jim falsche Zeugen aufrufen lässt, die beeiden, Anna treibe sich ständig mit anderen Männern herum. Anna ist tief getroffen und obwohl der Richter ihr mit dem Verlust des Sorgerechts für ihr Kind droht, gesteht Anna unter Tränen die angeblichen Affären. Ihre Opfergang berührt Jim in seinem Herzen und er springt auf, um seine Manipulationen zu gestehen. Das Gericht verurteilt ihn zu einem Jahr Gefängnis wegen Falschaussage und nach seiner Entlassung verzeiht Anna ihm seine Taten.

## Hintergrund
Seit ihrem Debüt Ende 1930 war Irene Dunne zum kassenträchtigsten Star von RKO aufgestiegen. Das Studio setzte Dunne nach ihrem Erfolg in Back Street in einer ganzen Serie von Filmen ein, die die Schauspielerin zu einer Märtyrerin der Liebe und zur Ikone der Selbstlosigkeit stilisierten. No Other Woman, der im Oktober 1932 in Produktion ging, zeigte Irene Dunne erneut als langleidende Ehefrau, die klaglos jede Niedertracht ihres untreuen Gatten erduldet, niemals die geringsten Vorwürfe erhebt und am Ende sogar aus Liebe eine infame Diffamierungskampagne unterstützt. Das Studio stellte in seiner Werbung für den Film gerade diesen Aspekt von Dunnes Image in den Vordergrund und erklärte die Schauspielerin pauschal zu:

„America’s idea of the perfect woman, wife, mother and sweetheart.“

Gwilli Andre war wie auch Tala Birell, Wera Engels oder Marta Labarr eine der zahllosen europäischen Schauspielerinnen, die zu Beginn der Tonfilmära dem amerikanischen Publikum erfolglos als NEUE Garbo präsentiert wurden.
Der Film basiert auf dem Stück Just a Woman, das 1916 136 Aufführungen erlebte. 1925 verfilmte First National den Stoff zum ersten Mal mit Claire Windsor und Conway Tearle in den Hauptrollen.

## Kritiken
Die New York Herald-Tribune sah in der Darstellung von Irene Dunne ein Vorbild für andere Frauen und wählte dazu einen etwas gewagten Vergleich:

„Der weibliche Gandhi unter den Filmstars ist Hollywoods überzeugendstes Beispiel für die Macht des passiven Widerstands. […] Ich bin sogar davon überzeugt, dass sie eine Inspiration für uns alles sein sollte und ein gutes Vorbild für die amerikanischen Frauen.“

Die New York Times zeigte sich weit weniger beeindruckt:

„Obwohl die Darsteller wirklich alles in ihrer Macht stehende für ihre Rollen geben […] mangelt es dem Film an Spannung und wo eigentlich Dramatik zu sehen sein sollte, ist alles nur hoffnungslos unglaubwürdig. […] Irene Dunne ist nicht unbedingt sympathisch, hauptsächlich weil sie zu sehr bemüht ist, über die Fehler ihres Mannes hinwegzublicken.“